# Xã Denmark, Michigan
Xã Denmark (tiếng Anh: Denmark Township) là một xã thuộc quận Tuscola, tiểu bang Michigan, Hoa Kỳ. Năm 2010, dân số của xã này là 3.068 người.